# Cantó de Marcoing
El cantó de Marcoing és una divisió administrativa francesa, situada al departament del Nord i la regió dels Alts de França.

## Composició
El cantó de Marcoing aplega les comunes següents :
- Anneux
- Banteux
- Bantouzelle
- Boursies
- Cantaing-sur-Escaut
- Crèvecœur-sur-l'Escaut
- Doignies
- Flesquières
- Gonnelieu
- Gouzeaucourt
- Honnecourt-sur-Escaut
- Les Rues-des-Vignes
- Lesdain
- Marcoing
- Masnières
- Mœuvres
- Noyelles-sur-Escaut
- Ribecourt-la-Tour
- Rumilly-en-Cambrésis
- Villers-Guislain
- Villers-Plouich

## Història
| Date d'elecció                        | Identitat       | Partit        |
| ------------------------------------- | --------------- | ------------- |
| 2001 - 2008                           | Liliane Durieux | Unió pel Nord |
| 2008-                                 | Didier Drieux   | Divers droite |
| Les dades anteriors no són conegudes. |                 |               |
|                                       |                 |               |

## Demografia
| 1962 | 1968   | 1975   | 1982   | 1990   | 1999   | 2006   |
| ---- | ------ | ------ | ------ | ------ | ------ | ------ |
| -    | 14.760 | 14.630 | 14.911 | 15.214 | 14.699 | 15.067 |